# Sarojini Sahoo
Sarojini Sahoo   (née en 1956) est une écrivaine féministe indienne qui a reçu le Prix de l’Académie Sahitya d’Odisha en 1993, le Prix Jhankar en 1992, le Prix de la Foire du Livre de Bhubaneswar et le Prix Prajatantra. Née dans la petite ville de Dhenkânâl en Odisha (Inde), Sarojini est titulaire d’un Master et d’un Doctorat en Littérature Oriya et d’une Licence en Droit obtenue à l’Université Utkal. Actuellement, elle enseigne dans une faculté à Belpahar, Jharsuguda, Odisha. Elle est la seconde fille d’Ishwar Chandra Sahoo (décédé) et de Nalini Devi (décédée) et est mariée avec Jagadish Mohanaty, un écrivain vétéran d’Odisha. Ils ont un fils et une fille.

## Contes
Elle a publié dix anthologies de contes, en Oriya, à savoir :
- Sukhara Muhanmuhin  (1981)
- NijaGahirareNije (1989)
- Amrutara Pratikshare (1992)
- Chowkath (1994)
- Tarali Jauthiba Durga (1995)
- Deshantari (1999)
- Dukha Apramita (2006)
- Sarojini Sahoo short stories (2006)  (ISBN 81-89040-26-X)
- Waiting for Manna (2008)  (ISBN 978-81-906956-0-2)
- Srujani Sarojini (2008)

Elle a reçu le Prix de l’Académie Sahitya d’Odisha et le Prix de la Foire du Livre de Bhubaneswar pour son recueil de contes Amrutara Pratikshare.

## Nouvelles

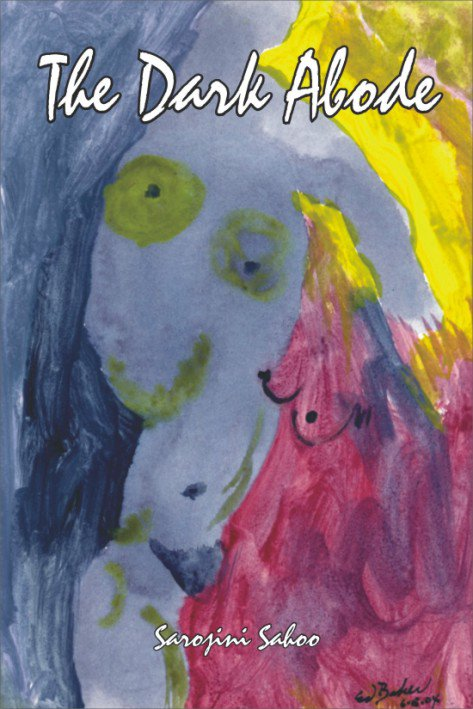
The Dark Abode

Sept nouvelles ont été publiées jusqu’à maintenant :
- Upanibesh (1998)
- Pratibandi (1999)
- Swapna Khojali Mane (2000)
- Mahajatra (2001)
- Gambhiri Ghara (2005)
- Bishad Ishwari (2006)
- Pakshibasa  (2008)

Sa nouvelle Gambhiri Ghara (La Chambre obscure) a été un bestseller en littérature Oriya. Ses nouvelles sont réputées pour leur franchise sur la sexualité et leur perspective féministe. Cette nouvelle a été traduit en Bengali (Bangladesh) sous le titre Mitya Gerosthali  (ISBN 984-404-287-9) et a été publiée par Anupam Prakashani, Dhaka, Bangladesh, en 2007. Elle a déjà été traduite en anglais par Mahendra Dash.
Pakshibasa est sa nouvelle la plus récente, publiée dans le journal Oriya The Chitra en octobre 2007. Elle parle d’une tribu opprimée d’Odisha occidental, qui ramasse des os d’animaux pour gagner de quoi vivre.

## Prix
Elle a été récompensée par : 
- le Odisha Sahitya Academy Award, 1993,
- le Jhankar Award, 1992,
- le Bhubaneswar Book Fair Award (1993),
- le Prajatantra Award (1981,1993).

## Féminisme

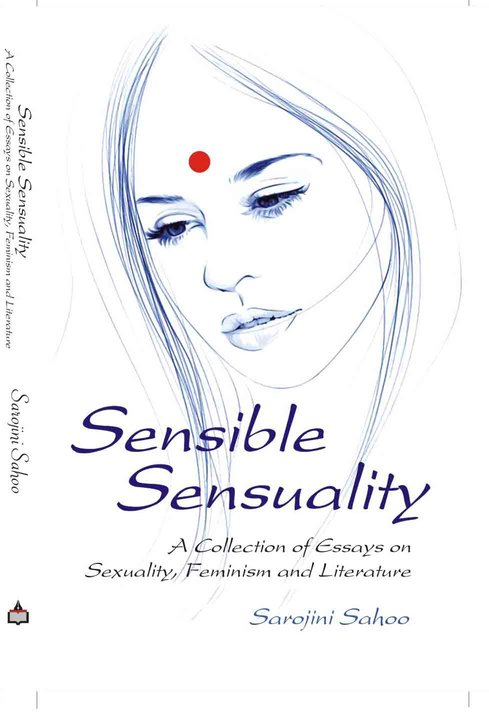
Sensible Sensuality

Sarojni est une figure emblématique et formatrice d’opinion en matière de féminisme dans la littérature indienne contemporaine. Pour elle, le féminisme n’est pas un « problème de genre » ni une espèce d’attaque ou de confrontation contre l’hégémonie masculine. Son abordage est donc bien différent de celui de Virginia Woolf  ou de Judith Butler. Elle accepte le féminisme comme une condition totale de féminité, ce qui est absolument sans lien avec le monde masculin. Elle écrit avec une forte conscience du corps féminin, ce qui allait créer un style plus honnête et plus approprié d’ouverture, de fragmentation et de non-linéarité. Ses œuvres de fiction ont toujours mis en avant la sensibilité féminine, de la puberté à la ménopause. Les sentiments féminins, comme les restrictions d’ordre moral à l’adolescence, la grossesse, le facteur peur du viol ou de la condamnation de la société et le concept de fille de rien, etc., font toujours l’objet d’une exposition thématique dans ses nouvelles et ses contes. Sarojini est considérée comme la Simone de Beauvoir d’Inde. Son féminisme est toujours en lien avec les agissements sexuels d’une femme. Elle nie les limites patriarchales à l’expression sexuelle de la femme et fait de la libération sexuelle des femmes le motif réel du mouvement féministe. Pour elle, l’orgasme est l’appel naturel du corps pour la politique féministe : si être une femme est aussi bon que cela, les femmes doivent valoir quelque chose. Ses nouvelles comme Upanibesh, Pratibandi et Gambhiri Ghara couvrent une multitude de domaines allant de la sexualité à la philosophie, de la politique du foyer à la politique du monde.

## Sexualité
La sexualité est quelque chose que l’on peut rattacher à beaucoup d’autres aspects de la culture, qui peut être vue comme étant fortement connectée à une vie individuelle, ou sous l’angle de l’évolution de la culture. L’identité de classe, ethnique ou géographique de toute personne pourrait être associée de près à sa sexualité, ou à son sens de l’art ou de la littérature. La sexualité n’est pas en soi seulement une entité. Mais, aussi bien en Occident qu’en Orient, existe aussi une perspective de résistance, en direction de la sexualité, perspective que la société a toujours cherché à soustraire à une discussion ouverte. La censure dans le discours à laquelle il faut ajouter la décence dans les vêtements et la nomenclature des organes sexuels en témoignent. Mais ni la société ni la législation, pas plus que le pouvoir judiciaire, ne sont du côté de la sexualité pour l’appuyer. En Occident, Ulysse de James Joyce ou même Solitude dans le puits de Radclyffe Hall ou Orlando de Virginia Woolf  sont quelques exemples qui montrent que certains ont souffert un peu pour décrire la sexualité dans la littérature. En Occident, la sexualité dans la littérature a crû avec le féminisme. Simone de Beauvoir dans son livre Le Deuxième Sexe, a, pour la première fois, décrit de façon élaborée le rôle du genre et le problème au-delà des différences biologiques. Dans la littérature oriya, Sarojini est considérée comme emblématique pour discuter de la sexualité dans ses œuvres de fiction dans un effort sincère pour exprimer ses idées féministes. La nouvelle Upanibesh a été la première tentative dans la littérature Oriya de focalisation de la sexualité comme partie de la révolte sociale opérée par une femme. Medha, la protagoniste de la nouvelle de Sarojini, était une bohémienne. Dans sa phase pré-maritale, elle pensait que ce serait ennuyeux de vivre toute sa vie avec un homme. Peut-être voulait-elle une vie libre de chaînes, où il y aurait seulement place pour l’amour, le sexe et d’où la routine serait exclue. Mais elle devait se marier avec Bhaskar. La société indienne ne pourrait jamais imaginer une dame bohémienne ! Dans sa nouvelle Pratibandi, Sarojini a décrit le développement thématique de la sexualité chez une femme. Priyanka, la protagoniste de la nouvelle, doit affronter sa solitude en exil à Saragpali, un village perdu d’Inde. Cette solitude se transforme en un désir sexuel et très vite Priyanka est attirée sexuellement par un ex-membre du Parlement. Malgré leur différence d’âge, son intelligence l’impressionne et elle découvre en lui un archéologue caché. Sarojini a peint avec succès la différence de sensibilité envers la sexualité entre un homme et une femme. Sarojini jouit d’une crédibilité personnelle pour sa franchise à aborder des thèmes sensibles, tant dans le domaine politique que dans celui de la sexualité. Elle a acquis une réputation et a sa place propre dans les œuvres de fiction Oriya. Dans sa nouvelle Gambhiri Ghara, elle décrit une relation insolite entre deux personnes, une mère au foyer hindoue en Inde et un artiste musulman au Pakistan. C’est une nouvelle inspirée par l’Internet. Une femme rencontre un homme à l’expérience sexuelle très étendue. Un jour, il lui demande si elle a déjà eu des expériences d’un type un peu particulier. La femme, Kuki, l’insulte et l’injurie en le traitant de chenille (qui dévore tout, un homme vulgaire). Petit à petit, ils vont connaître une relation d’amour, de luxure et de spiritualité. Cet homme la considère comme sa fille, son amante, sa mère et par-dessus tout, comme une déesse. Ils s’aiment comme des fous, par l’Internet et par téléphone, utilisent un langage obscène et s’embrassent en ligne. Kuki n’a pas une vie conjugale heureuse bien que son mariage avec Aniket ait été un mariage d’amour. La nouvelle ne se limite pas seulement à une histoire d’amour. Elle touche quelque chose de plus ample. Elle aborde le rapport entre l’état et l’individu. Safique n’est pas un musulman de caractère, et, comme historien, pense que le Pakistan d’aujourd’hui s’est éloigné de ses racines et va chercher les légendes arabes pour son histoire. Il proteste conte le fait que les programmes d’histoire ne commencent qu’à partir du VIIe siècle apr. J.-C., et non pas dès Mahenjodaro et Harappa. Ce généreux Safique a connu une fois la prison après l’explosion de la bombe à Londres, accusé d’être mêlé au terrorisme. Mais est-ce bien la vérité ? Plus tard, Kuki apprend que Safique a été fait prisonnier par une junte militaire. L’ex-amant de Tabassum (son épouse) s’est vengé de Safique en l’arrêtant sous prétexte de terrorisme. Ici, Sarojini aborde la question du terrorisme. Les discussions sur le terrorisme perpétré par un individu ou un groupe sont fréquentes. La société discute rarement du terrorisme perpétré par l’État. Qu’est-ce qu’un État ? Est-ce un groupe de personnes qui résident à l’intérieur d’une frontière politique et géographique ? L’identité, l’humeur et les désirs d’un État n’ont-ils aucun lien avec les idées personnelles de ses gouvernants ? Le désir de George W. Bush peut-il être considéré comme étant le désir de l’Amérique ? Serait-il en syntonie avec l’humeur et le désir du peuple américain ? À toutes les époques, alors, l’anarchisme ou le terrorisme d’État sont purement le reflet d’un terrorisme perpétré par un individu. La grande vérité gît sous les pieds de Safique, à savoir comment un terroriste se développe à partir de l’esprit d’un militaire. Ainsi, de la sexualité à la politique, la vision franche de Sarojini ne cesse d’agiter ses lecteurs.